# هنری ولز (قایقران روئینگ)
هنری ولز (انگلیسی: Henry Wells; ۱۲ ژانویهٔ ۱۸۹۱ – ۴ ژوئیهٔ ۱۹۶۷) قایقران روئینگ اهل بریتانیا بود.